# Sibayak
Sibayak je v současnosti nečinná sopka v severní části indonéského ostrova Sumatra. Spočívá ve starší kaldeře společně s vulkánem Pinto. Známa je pouze jedna jediná erupce z roku 1881. V okolí Sibayaku se nachází termální prameny a také fumaroly. Ty produkují krystalickou síru, jež se v minulosti (v menším měřítku) těžila.

## Galerie

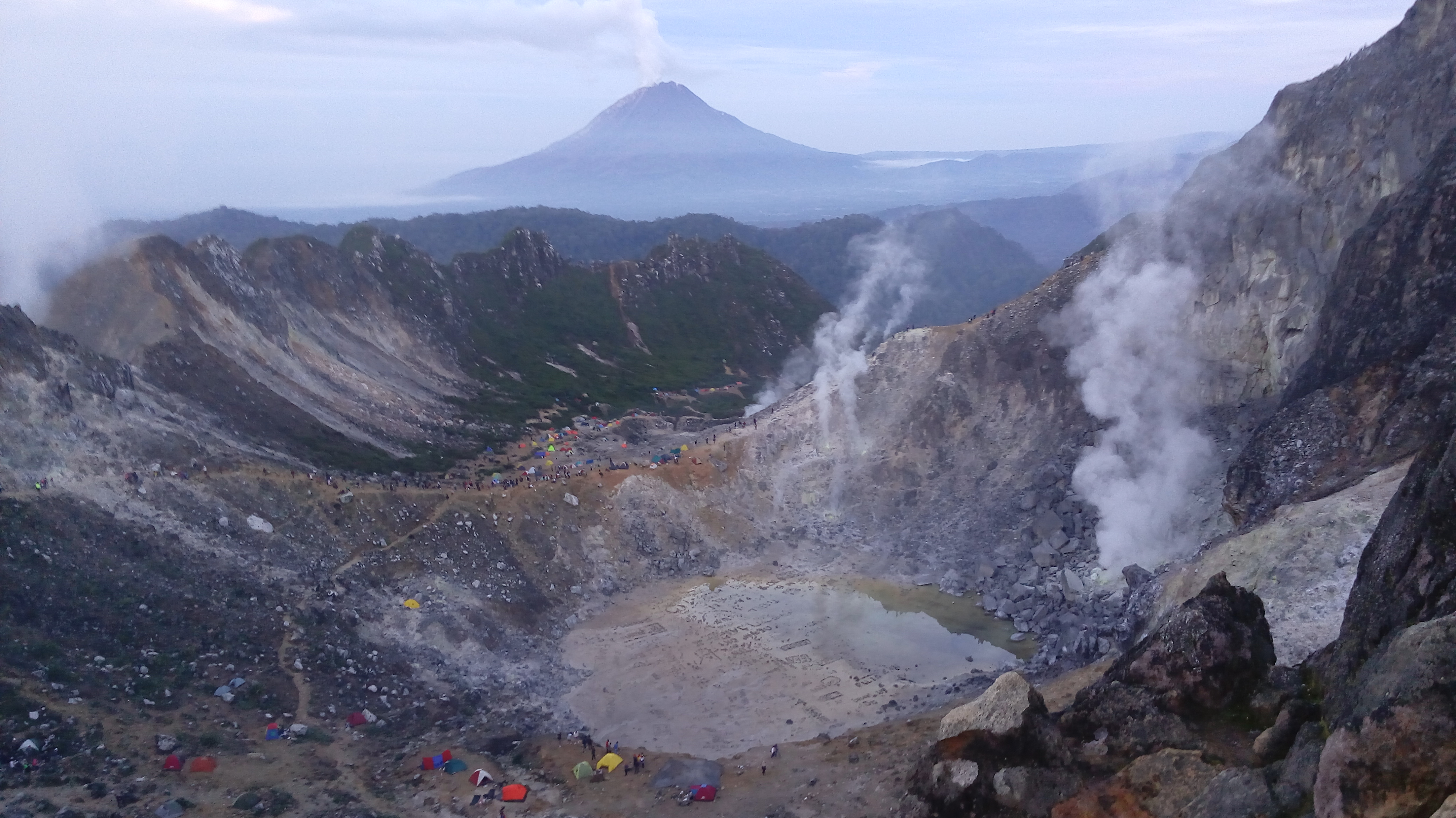
Sopečný kráter je lákavým turistickým cílem.
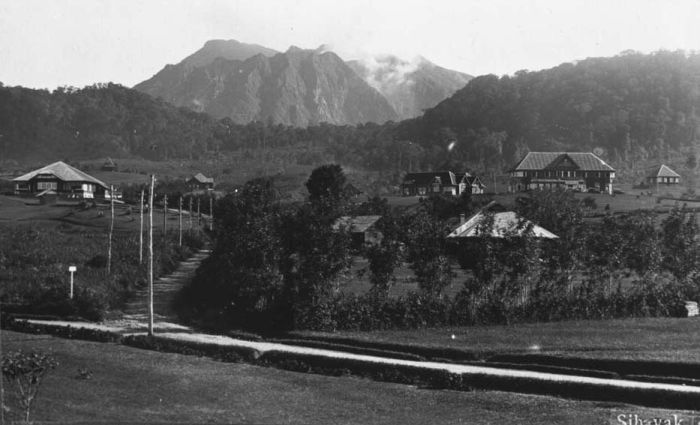
Hotel na úpatí sopky.